# Dama de Ro
Déspina Achladioti (en griego: Δέσποινα Αχλαδιώτη, Kastelórizo, valiato del Archipiélago, Imperio otomano, 1890 - Kastelórizo, Dodecaneso, Grecia, 13 de mayo de 1982), conocida por el apodo de la dama de Ro (Κυρά της Ρω), fue una miembro de la Resistencia griega durante el período de la ocupación alemana y durante más de 40 años —desde 1943 hasta su muerte— izó la bandera griega en la isla de Ro cada mañana, sin importarle el clima, y la arriaba a la puesta del Sol. La isla hasta 1948 no fue formalmente parte de Grecia (como el resto del Dodecaneso controlado por Italia). Durante la Segunda Guerra Mundial, ayudó los miembros del batallón Sagrado contra las potencias del Eje.
Fue premiada por la Academia de Atenas (1975), por la Marina militar, por el Parlamento heleno y por el municipio de Rodas. El ministerio de Defensa envió un contingente naval y una delegación de la Administración General de la Marina a Kastelórizo para entregarle el 23 de noviembre de 1975 la medalla por el servicio a la patria en el período de la guerra 1941-1944, según una decisión del ministerio de Defensa. 
Murió el 13 de mayo de 1982 a los 92 años, en el hospital de Rodas. A pesar de no tener el estatus de veterana, fue enterrada en la isla con todos los honores militares; su funeral se realizó con la presencia del entonces ministro de Defensa, Antonis Drosogiannis, mientras su cuerpo fue llevado a Ro y fue enterrada debajo del puesto donde levantó la bandera griega. Ha sido comparada con Juana de Arco y con Boudica.

## Historia
En 1927, Kostas Achladioti  (en griego: Κώστας Αχλαδιώτης) y su esposa Déspina se establecieron en el  islote deshabitado de Ro, donde vivían de unas pocas cabras, gallinas y un huerto. En 1940 su marido enfermó gravemente; su esposa encendió tres fuegos para alertar con señales de humo a los habitantes de la isla próxima de Kastelórizo de la emergencia y que necesitaban ayuda, pero no llegaron a tiempo y su esposo falleció en el bote que llegó en su ayuda. 
La dama de Ro se encargó del entierro de su marido a solas. Luego, regresó a la isla, esta vez con su viejísima madre, casi ciega, donde pasó los años de ocupación. Allí ofrecería servicio a los soldados de la Ieros Lochos. En ningún momento abandonó la isla, incluso cuando Kastelórizo fue bombardeada por los ingleses en la capitulación de Italia en 1943, ni en noviembre de ese mismo año, cuando el destructor griego Pavlos Kountouriotis fue bombardeado por la Luftwaffe alemana.
Después del final de la II Guerra Mundial, el Dodecaneso, incluido la isla de Kastelórizo y todos los islotes adyacentes e islotes rocosos, según el Tratado de París (1947), pasaron a Grecia. Algunos residentes regresaron a Kastelórizo en grupos. 

En agosto de 1975 un periodista nacionalista turco, aprovechando una ausencia de la señora Ajladiotou por motivos de salud, desembarcó en la isla e izó una bandera turca en un poste de 4 metros. La dama de Ro la retiró inmediatamente cuando regresó. El 1 de septiembre de 1975, un buque antisubmarino griego llegó en apoyo de Achladioti. Poco después se colocó una segunda bandera turca en el pequeño islote de Strongylí Megístis, en el sur de Kastelórizo, que fue también retirado inmediatamente.
Una unidad militar griega ahora tiene su base en la isla, con el deber principal de mantener la tradición de izar la bandera.